# Права ЛГБТ в Абхазии
«ЛГБТ в Абхазии», как и в других кавказских регионах, ЛГБТ в частично-признанной Абхазии практически не распространено., абхазский национальный кодекс апсуара запрещает всякую толерантность, но тем не менее с 1991 года уголовного наказания за гомосексуализм нет. Права ЛГБТ не поддерживаются законадательством страны. 

## Апсуара
Апсуара (морально-этическая философия абхазов) категорически запрещает любые проявления однополых связей, по народному кодексу за несоблюдение предусматривается расправа.
Так абхазы пытались убить главу компании Конти-ОПТ Игоря Варова, в 2012 году.
В 2014 году были разорваны связи с комплексом торговых центров «Континент».